# Łubin Rudołty
Łubin Rudołty – wieś w Polsce położona w województwie podlaskim, w powiecie bielskim, w gminie Bielsk Podlaski.
W latach 1975–1998 miejscowość administracyjnie należała do województwa białostockiego.
Prawosławni mieszkańcy wsi należą do św. Jana Teologa w Augustowie, a wierni kościoła rzymskokatolickiego do parafii Wniebowzięcia Najświętszej Maryi Panny w Łubinie Kościelnym.

## linki zewnętrzne
- Łubin, [w:] Słownik geograficzny Królestwa Polskiego, t. XV, cz. 2: Januszpol – Wola Justowska, Warszawa 1902, s. 278.